# Alexander Salmon

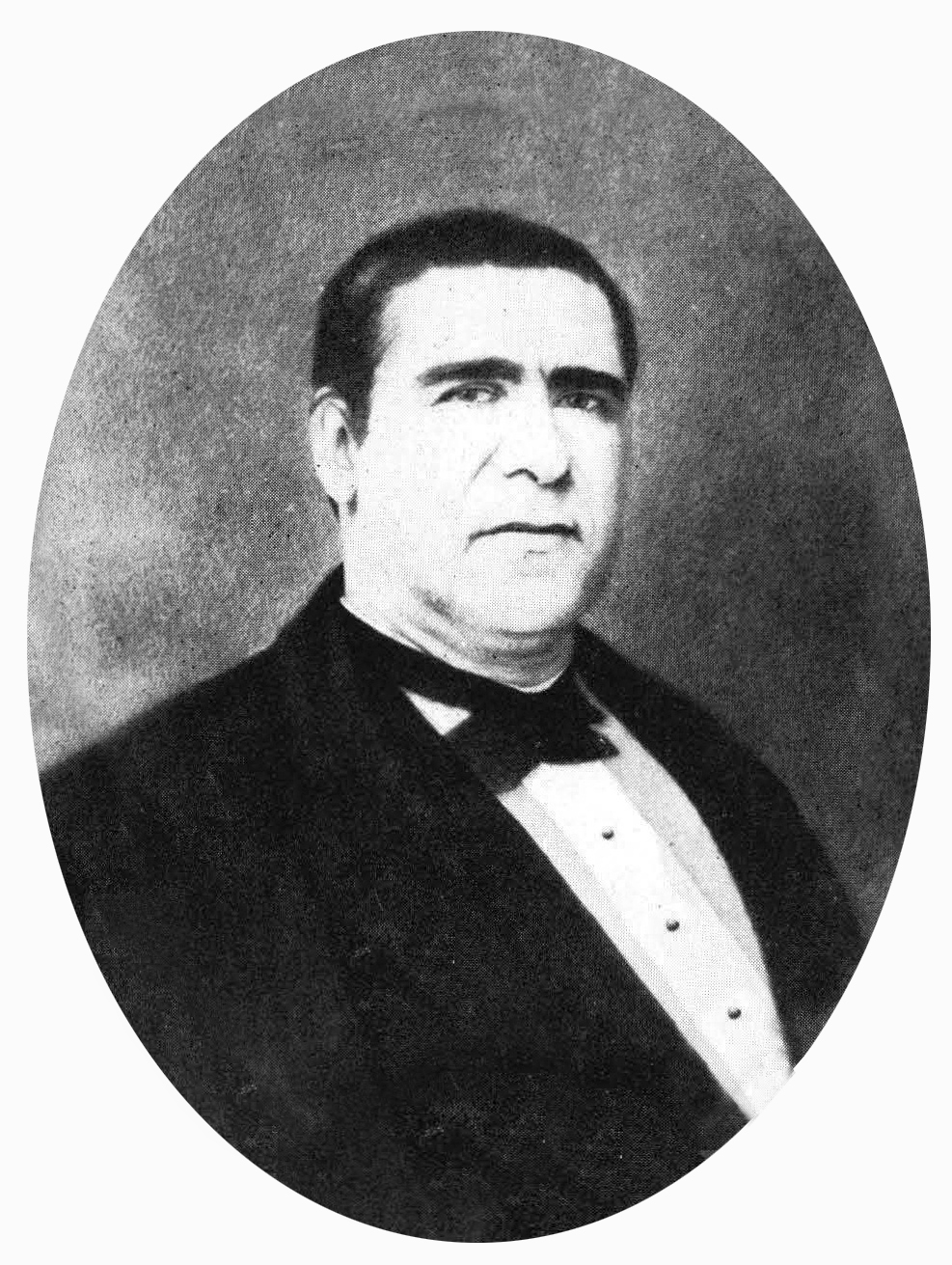
Alexander Salmon ca. 1865

Alexander Salmon = Salomon (* November 1819 in London; † 6. August 1866 in Papeete, Tahiti) war ein britischer Kaufmann.

## Leben
Alexander Salmon wuchs als 6. von 12 Geschwistern in einer jüdischen Familie in London auf. Sein Vater John Salmon stammte aus Frankreich, war Bankier in Paris gewesen und hatte während der Französischen Revolution von dort fliehen müssen. Sein daraufhin in London gegründetes Obstgeschäft ging 1837 in Konkurs. Später wurde John Salmon Rabbiner in Hastings.
Ermutigt durch einen Onkel wanderte Alexander mit seinem Bruder Julius 1839 zunächst ins damals noch mexikanische San Francisco aus und von dort allein 1841 nach Tahiti. Dort wurde er Sekretär der Königin Pomaré IV. von Tahiti und verliebte sich in deren 20-jährige Adoptivschwester Oehau (1821–1897), die Führerin des örtlichen Teva-Stammes. Die Königin stimmte 1841 der Verbindung zu, setzte das Gesetz, das einer Tahitianerin verbietet, einen Ausländer zu heiraten, für drei Tage außer Kraft und gab Prinzessin Oehau den Titel Ari'i Taimai.
Herman Melville, der ihn auf seinem Tahitiaufenthalt 1842/43 kennenlernte, beschrieb ihn so: „Durch die Verwandtschaft seiner Frau mit der Königin wurde er ein ständiges Mitglied des Haushalts ihrer Majestät. Dieser Abenteurer stand morgens spät auf, theatralisch in Kattun und Schmuck gekleidet, hatte eine diktatorischen Ton im Gespräch und war in offenbar ausgezeichneter Beziehung mit sich selbst. Wir fanden ihn liegend auf einer Matte, eine Rohrflöte von Tabak rauchend, in der Mitte eines bewundernden Kreises von Häuptlingen und Damen. Er muss unser Ankunft bemerkt haben; aber statt höflich aufzustehen und uns zu begrüßen, redete und rauchte er weiter, ohne uns auch nur eines Blickes zu würdigen.“
1856 begründete Alexander eine geschäftliche Partnerschaft mit dem zwei Jahre älteren schottischen Kaufmann John Brander. Dieser heiratete seine 14-jährige Tochter Titaua.

## Nachkommen
- Titaua (1842–1898), verheiratet mit John Brander.
- Moetia (1848–1935)
- Tati (1850–1918)
- Alexander Ariipaea (1855–1914), bekannt auch als „Pa'ea“ (Mangarevisch für 'humpeln'). Er erbte das Geschäft seines Vaters und setzte die geschäftliche Partnerschaft mit seinem Schwager John Brander erfolgreich fort.[1]
- Narii (1856–1906),
- Johanna Marau Ta‘aroa (1860–1934). Sie heiratete 1875 ihren Onkel, dem späteren König Pomaré V. und war 1877–1880 Königin von Tahiti bis zur  Abdankung Pomaré's am 29. Juni 1880 zugunsten der Französischen Kolonialregierung.
- Beretania (1863–1894)
- Manihinii (1866–1919).